# スポーツショー行進曲
『スポーツショー行進曲』（スポーツショーこうしんきょく）は、古関裕而作曲の行進曲。

## 解説
『NHKプロ野球』や選抜高等学校野球大会、全国高等学校野球選手権大会など、日本放送協会（NHK）の各放送波で放送されるスポーツ中継番組（プロ・アマチュアにかかわらず）のオープニングテーマ曲として使用されている。相撲・サッカー・日本のゴルフ・オリンピックや北米4大プロスポーツリーグ（MLB・NBA・NFL・NHL）の中継は別の楽曲が使用される（例として、『大相撲中継』では寄せ太鼓の音、日本のゴルフ中継ではKAMEN&HOTEIのギターコンチェルト第3楽章）。2010年代頃から甲子園大会のテレビ中継ではオープニングが原則としてタイトル表示のみとなり、高校野球中継で本曲が使用される機会は減少している。一般では、学校の運動会の入退場曲など、行進曲として使われることもある。
演奏時間が約17秒（前奏なし）と約25秒（前奏付き）の演奏がある。通常、放送で使用されるのは2種類であるが、フルバージョンとして1分57秒（2023夏の高校野球で使用）のものも存在している。
1995年にNHKのロゴマークが「三つのたまご」に変更されたのに合わせて『スポーツショー行進曲』もリニューアルされることになり、当時『NHKプロ野球』のテーマ曲や『NHKスペシャル』の番組楽曲などを手掛けていた篠原敬介が編曲を行い、ステレオ音声で再録音され、2020年現在も同バージョンが使用されている。篠原のバージョンはテンポもそれまでのものに比べてやや速くなり、中盤のパートは『テレビスポーツ教室』のテーマ曲（1970年代後半から1980年代頃まで、『スポーツショー行進曲』の前奏なし版に引き続いて流れていた曲）をアレンジしたものが置かれた。また、篠原のバージョンはハ長調であるが、リニューアル以前は変ロ長調、1977年頃までは変イ長調で演奏されており、再録音のたびにキーが上げられているのが、この曲の大きな特徴といえる。
コンピュータゲームでもファミリーコンピュータ『ベースボール』は、ゲームセット時に流れるSEにこの曲の旋律が採り入れられている。

## レコード
- 『スポーツ・ショー行進曲』（作曲・編曲：古関裕而、演奏：コロムビア・ブラスバンド）日本コロムビアAK619（1949年4月発売・SPレコード・モノラル音源）
  - 後述のEPが発売された1975年以降、古関裕而関連におけるアルバムやCDボックスなど、散発的ながら利用されることがある。
- 『実用レコードシリーズ［行進］「スポーツショー行進曲」』（作曲：古関裕而、指揮：山本正人、演奏：東京吹奏楽団）コロムビアレコードGA-7（GA-7A）（1975年9月発売・EPレコード・ステレオ音源）
  - それ以降、同社から発売されるスポーツ関連におけるLPレコード、コンパクトカセット、CDは、専らこのEPレコードを初出とする音源のこの曲が用いられている。